# Panenský Týnec
Pour les articles homonymes, voir Týnec.
Panenský Týnec (en allemand : Jungfernteinitz) est un bourg (městys) du district de Louny, dans la région d'Ústí nad Labem, en Tchéquie. Sa population s'élevait à 443 habitants en 2021.

## Géographie
Panenský Týnec se trouve à 11 km au sud-est de Louny, à 42 km au sud-sud-ouest d'Ústí nad Labem et à 45 km au nord-ouest de Prague.
La commune est limitée par Hříškov à l'ouest et au nord-ouest, par Toužetín et Vrbno nad Lesy au nord, par Úherce à l'est et par Žerotín au sud.

## Histoire
L'origine de la localité remonte à 1115.

## Transports
Par la route, Panenský Týnec se trouve à 12 km de Louny, à 50 km de Prague et à 59 km d'Ústí nad Labem.

## Personnalités
- Jaroslav Vrchlický (1853-1912), écrivain, poète et traducteur